# کانال شمالی

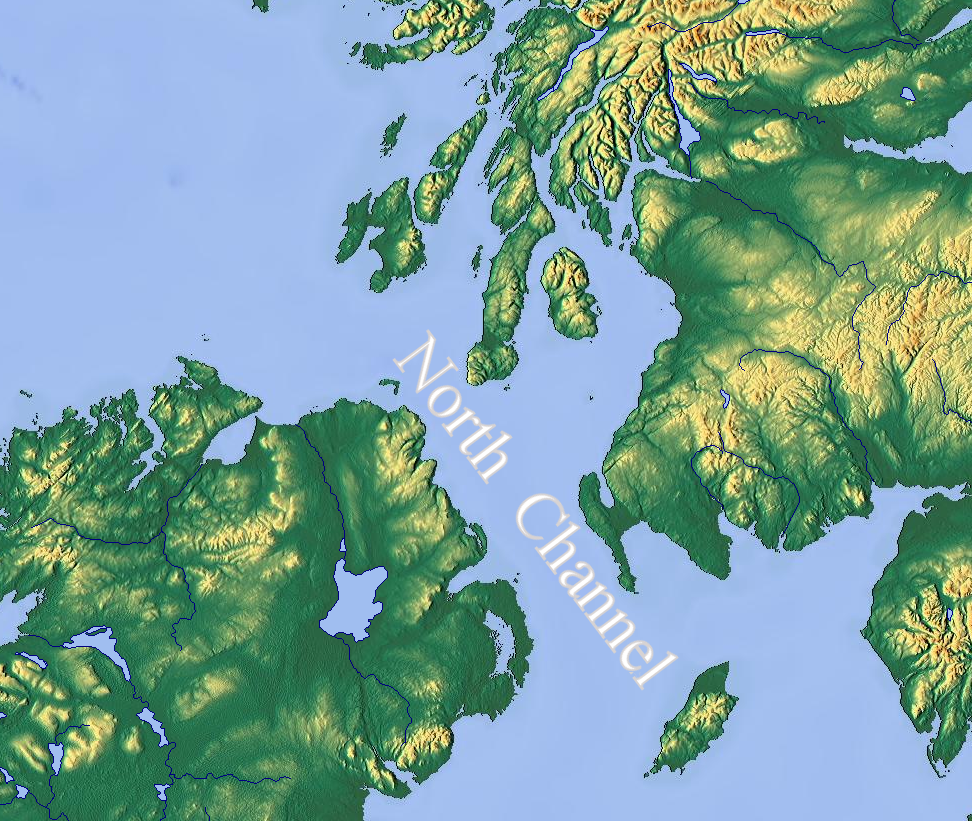
نقشه کانال شمالی

کانال شمالی (انگلیسی: North Channel) یا کانال ایرلندی به تنگه میان شمال شرقی ایرلند شمالی و جنوب غربی اسکاتلند گفته می‌شود. این تنگه دریای ایرلند را به اقیانوس اطلس وصل می‌کند.
تنگه‌های مویل یا دریای مویل نامی است که به تنگ‌ترین بخش دریا در کانال شمالی در میان شمال شرق شهرستان انتریم و جنوب غربی ارتفاعات اسکاتلند گفته می‌شود. فاصله میان دو ساحل در نزدیک‌ترین نقاط، ۱۹ کیلومتر است.
این تنگه در سال ۱۷۷۸ و در جریان جنگ انقلاب آمریکا، محل نبرد میان دریایی میان نیروهای کشتی یواس‌اس رنجر به فرماندهی جان پل جونز و نیروهای کشتی اچ‌ام‌اس دریک نیروی دریایی پادشاهی بریتانیا بود.